# Centripetalkraft

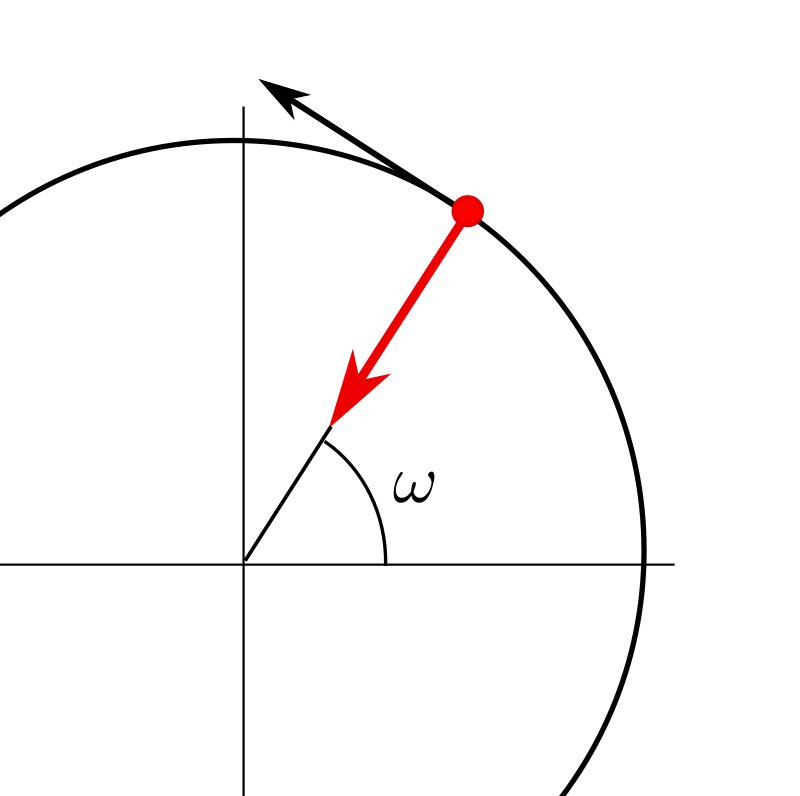
Centripetalkraften (markerad med röd pil) är vinkelrät mot föremålets rörelseriktning och är riktad mot banans centrum.

Centripetalkraften är den yttre kraft som får ett föremål att följa en cirkulär bana med en konstant rotationshastighet och är riktad mot den cirkulära banans centrum. Detta innebär ett villkor för kraften och specificerar inte kraftens natur. Kraften kan till exempel vara av gravitationell eller elektromagnetisk karaktär. Termen centripetal kommer från latinets centrum och petere ("att söka").
Centripetalkraften verkar alltid vinkelrätt mot ett objekts rörelseriktning. För det fall då ett objekt rör sig med varierande hastighet i en cirkulär bana kan den nettokraft som påverkar objektet delas upp i två mot varandra vinkelräta komponenter som dels ändrar objektets riktning (centripetalkraften) och en tangentiell som ändrar objektets hastighet.
Centripetalkraft skall inte sammanblandas med begreppet centralkraft. Centrala krafter är en klass av fysikaliska krafter som uppfyller två villkor: (1) deras storlek beror endast på avståndet mellan objekten och (2) deras riktning sammanfaller med riktningen av den linje som förbinder objektens centra. Exempel på centrala krafter är den gravitationella kraften mellan två massor och den elektrostatiska kraften mellan två laddningar. Den centripetala kraft som håller ett objekt i en cirkulär bana är ofta en centralkraft.

## Beräkning av centripetalkraften

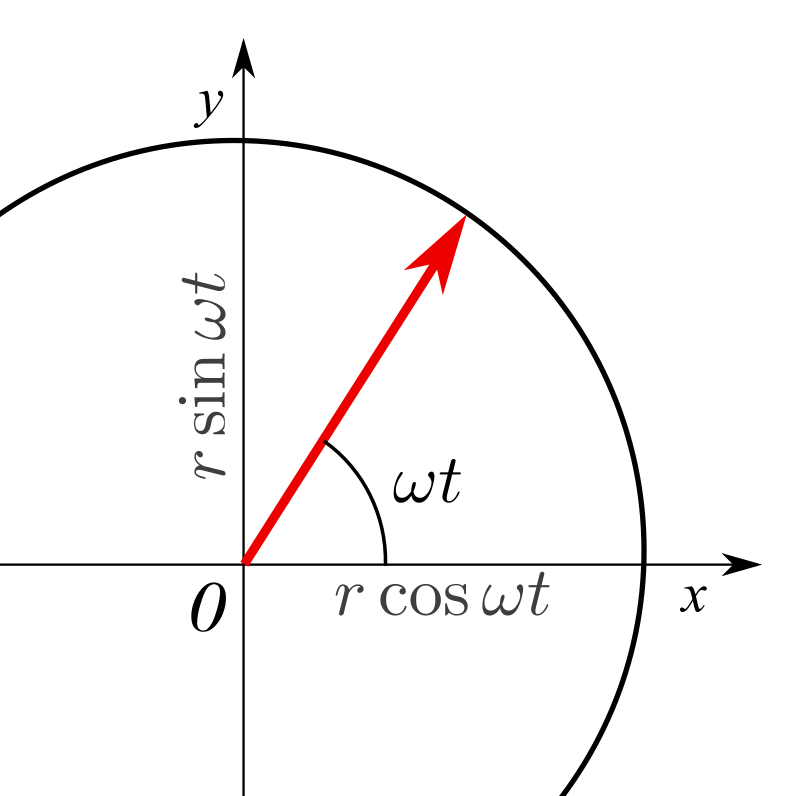
Cirkel framställd med parametern t

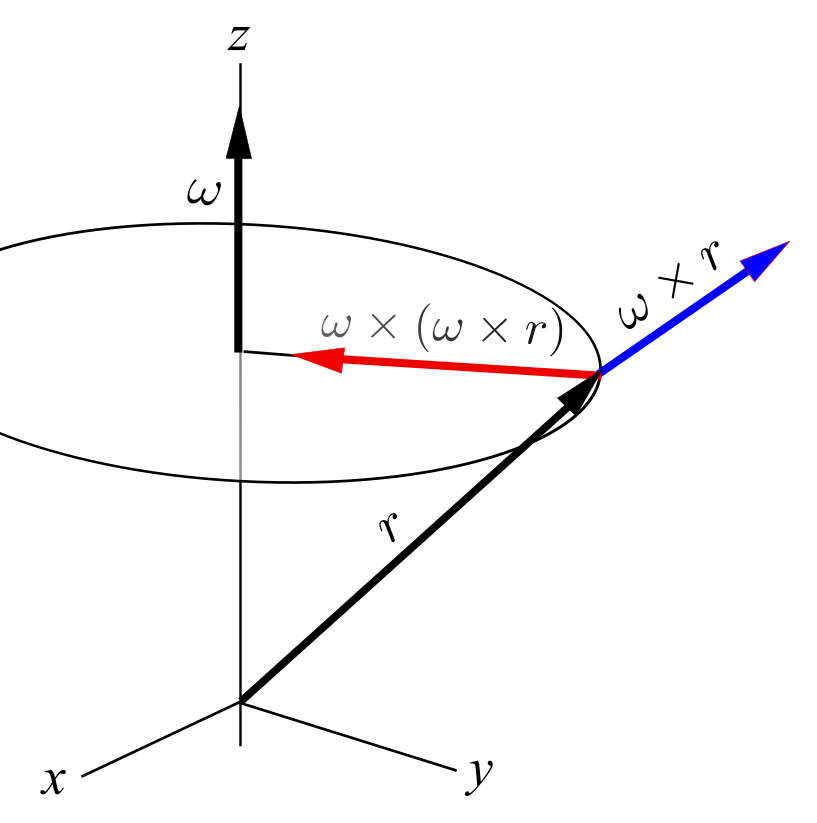
Vektorframställning av centripetalaccelerationen

För en rörelse i xy-planet kan accelerationen med avseende på x- och y-axlarna skrivas som
{\displaystyle {a}_{x}={\frac {d^{2}{x}}{dt^{2}}}}
{\displaystyle {a}_{y}={\frac {d^{2}{y}}{dt^{2}}}}
Den totala accelerationen kan skrivas
{\displaystyle a={\sqrt {{a}_{x}^{2}+{a}_{y}^{2}}}}
Ekvationen för en cirkel kan skrivas som 
{\displaystyle x=r\ \cos \omega t}
{\displaystyle y=r\ \sin \omega t}
där {\displaystyle \ r} är banans radie och {\displaystyle \ \omega } är vinkelhastigheten i radianer per tidsenhet. Detta ger 
{\displaystyle {a}_{x}=-\ r\ \omega ^{2}\cos \omega t}
{\displaystyle {a}_{y}=-\ r\ \omega ^{2}\sin \omega t}
och
{\displaystyle {a}_{centripetal}=r\ \omega ^{2}}
Enligt Newtons andra lag {\displaystyle F=ma} erhåller vi då
{\displaystyle {F}_{centripetal}=m\ r\ \omega ^{2}}
Kraften och accelerationen kan även skrivas
{\displaystyle {F}_{centripetal}=m{v^{2} \over r}}
{\displaystyle {a}_{centripetal}={F \over m}={v^{2} \over r}}.
där {\displaystyle v\ } är objektets hastighet i m/s
Centripetalkraften kan även beräknas med hjälp av vektorer. Accelerationen kan skrivas
{\displaystyle \mathbf {a} _{centripetal}={\frac {d\mathbf {v} }{dt}}={\boldsymbol {\omega }}\times {\frac {d\mathbf {r} }{dt}}={\boldsymbol {\omega }}\times \mathbf {v} ={\boldsymbol {\omega }}\times ({\boldsymbol {\omega }}\times \mathbf {r} )}
vilket ger centripetalkraften
{\displaystyle \mathbf {F} _{centripetal}=m\ \mathbf {a} _{centripetal}=m\ {\boldsymbol {\omega }}\times ({\boldsymbol {\omega }}\times \mathbf {r} )}
Givet att vinkelhastigheten ω är konstant ges även centripetalaccelerationen av följande: 
{\displaystyle a_{centripetal}={\frac {{\rm {d}}v}{{\rm {d}}t}}=v\ \omega =\omega ^{2}r={\frac {v^{2}}{r}}}
- objektets hastighet: {\displaystyle v}
- vinkelhastigheten: ω
- avståndet till rotationsaxeln: {\displaystyle r}

Denna centripetalacceleration skall ej förväxlas med vinkelaccelerationen, som ger ändringen av vinkelhastigheten per tidsenhet.